# Manuel Corte-Real de Sampaio
Manuel Corte-Real de Sampaio (Goa, cerca de 1630 - ????) foi um administrador colonial luso-Indiano. Serviu como Conselheiro de Governo da Índia Portuguesa, junto com António de Melo e Castro e Luís de Miranda Henriques, após a morte do Conde de São Vicente. Sua filha, Paula Iria, casaria com Miguel de Almeida, futuro governador da Índia Portuguesa.